# Gladys Cherono
Gladys Cherono Kiprono (* 12. Mai 1983) ist eine kenianische Langstreckenläuferin.

## Werdegang
2005 siegte sie beim Santa-Pola-Halbmarathon und beim Gavà-Halbmarathon. 2007 siegte sie bei den 10 km von A Coruña und beim Halbmarathonbewerb von Reims à toutes jambes. Im Jahr darauf wurde sie Dritte beim Porto-Halbmarathon, siegte beim Halbmarathon von Reims à toutes jambes und wurde Zweite beim Trofeo José Cano. 2009 folgten ein zweiter Platz in Porto und Siege beim Valladolid-Halbamarathon, bei den 10 km von A Coruña und bei der Trofeo José Cano.
Ende 2011 meldete sie sich mit einem Sieg beim Zhuhai-Halbmarathon im Wettkampfgeschehen zurück. 2012 wurde sie jeweils Dritte beim RAK-Halbmarathon und beim Prag-Halbmarathon. Bei den Leichtathletik-Afrikameisterschaften in Porto Novo gelang ihr ein Doppelsieg über 5000 und 10.000 Meter.
Danach gewann sie den Bogotá-Halbmarathon. und die Tilburg 10 K.
2013 stellte sie beim Prag-Halbmarathon einen Streckenrekord auf und gewann die World 10K Bangalore.
Als Siegerin der kenianischen Ausscheidungskämpfe über 10.000 Meter fuhr sie zu den Leichtathletik-Weltmeisterschaften in Moskau, bei denen sie die Silbermedaille gewann.
Ende März 2014 wurde sie in Kopenhagen Halbmarathon-Weltmeisterin. Sie benötigte für die Strecke 1:07:29 h.
Am 27. September 2015 gewann sie den Berlin-Marathon in 2:19:25 h. 2017 war sie erneut in Berlin erfolgreich (2:20:23 h). Am 16. September 2018 konnte sie nach 2:18:11 h mit persönlicher Bestzeit und neuem Streckenrekord zum dritten Mal den Berlin-Marathon gewinnen.
Gladys Cherono wird von der International Athletics Consultancy betreut.

## Persönliche Bestzeiten
- 3000 m: 8:34,05 min, 22. August 2013, Stockholm
- 5000 m: 14:47,12 min, 29. August 2013, Zürich
- 10.000 m: 30:29,23 min, 27. Juni 2013, Ostrava
- 10-km-Straßenlauf: 30:56 min, 23. Mai 2015, Ottawa
- Halbmarathon: 1:06:07 h, 12. Februar 2016, Ra’s al-Chaima
- Marathon: 2:18:11 h, 16. September 2018, Berlin